# マランビジー川
マランビジー川（マランビジーがわ、英: Murrumbidgee River）は、オーストラリアのニューサウスウェールズ州の主要な川である。マレー川の主要な支流であり、フィーリー・レンジからスノーウィ・マウンテンまで 900 km の距離がある。
マランビジーは、ウィラドゥリ語で「大きい水」の意味である。ヤス川、モロングロ川などの支流がある。